# Rattus marmosurus
Rattus marmosurus es una especie de roedor de la familia Muridae.

## Distribución geográfica
Es endémica del norte y centro de Célebes (Indonesia). 